# Y, Aljaska
Y je gradić u Aljaski na autocesti Parks Highway (nekad nazivana Anchorage-Fairbanks Highway; završen 1971.), sjeverno od Anchoragea (97 kilometara) u boroughu Matanuska-Susitna. Nalazi se na širini 62°2′12″ N, i dužini 149°59′14″ W. 
Y je jedno od rijetkih naselja gdje je muška populacija veća od ženske. Po popisu iz 2000. broj muškaraca bio je 516 a žena 440. Broj domaćinstava iznosio je 412.
Ima 956 stanovnika (2000). Najbliži gradovi su mu Willow (6,9 km ili 4,3 milje), Talkeetna (7 km ili 4,4 milje), Trapper Creek (7,5 km ili 4,7 milja), Chase (8,3 km ili 5,2 milje), Houston (8,8 km ili 5,5 milja), Meadow Lakes (9,1 km ili 5,7 milja), Tanaina (9,3 km ili 5,8 milja), Petersville (9,3 km ili 5,8 milja).

## Povijest
Kraj je prethodno bio nastanjen Ahtena i nešto južnije Tanaina Indijancima. Selo Tsuk Qayeh (old village) plemena Ahtena nalazilo se nasuprot ušču Sunshine Creeka na zapadu damašnjeg naselja. Na juguoitoku naselja na rukavcu North Fork of the Kashwitna River nalazilo se jedno Tanaina selo. Razvoju naselja prethodit će izgradnja Aljaske željeznice 1915. od Sewarda i Whittiera preko Anchorage do Fairbanksa, kada je niknulo maleno Tanaina selo Montana Creek. Željeznica će potaknuti naseljavanje i otvaranje rudnika ugljena (1918), te i izgradnju autoceste Parks Highway koji je završen 1971. i daljnji razvoj mjesta.
Današnji stanovnici dijelom su Indijanci (110, 2009.), ostali su indoeuropskog podrijetla irskog (22,1%), njemačkog (11,5%), engleskog (9,5%), nizozemskog (7,7%), norveškiog i  (6,7%), američkog (4,1%).